# Alberni Valley

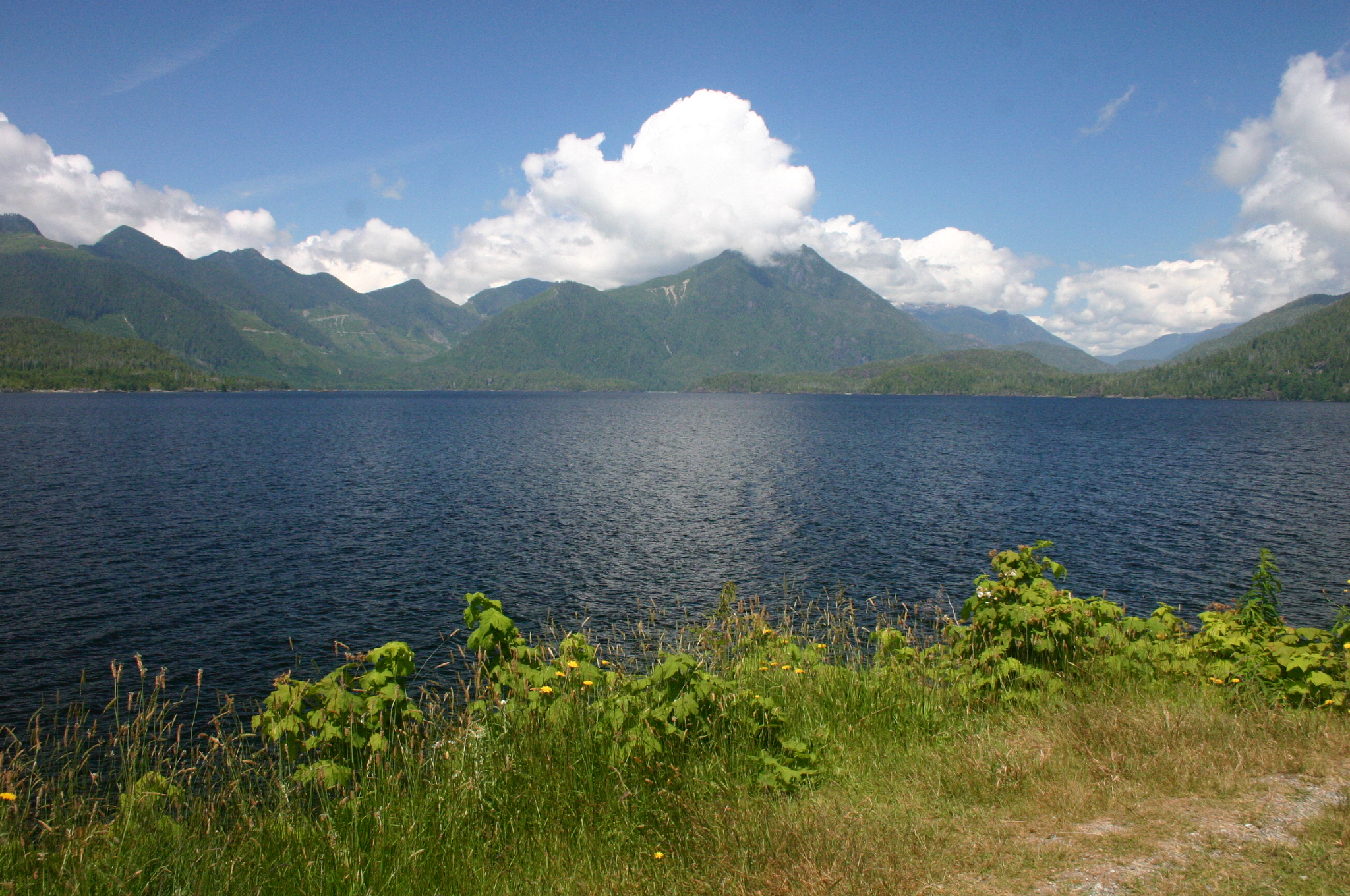
Der Kennedy Lake

Alberni Valley befindet sich auf Vancouver Island. Im Tal von Alberni Valley liegen Port Alberni, der Sproat Lake und weitere umliegende Gebiete. Der Begriff wird meistens als Synonym für den Großraum Port Alberni und anliegende Gemeinden benutzt aber manchmal auch in einem größeren regionalen Sinne verwendet. Verschiedene lokale Organisationen und Unternehmen tragen den Terminus „Alberni Valley“ in ihrem Namen, z. B. die Zeitungen Alberni Valley Times und Alberni Valley News die Alberni Valley Chamber of Commerce und das Junior-Eishockeyteam Alberni Valley Bulldogs. Der kanadische Pionier Joe Drinkwater lebte gegen Ende des 19. und Anfang des 20. Jahrhunderts im Alberni Valley.

## Geografie
- Beaufort Range ist Teil der Vancouver Island Ranges liegt nördlich von Port Alberni und westlich von Qualicum Beach.
- Mount Arrowsmith[5] ist der größte Berg im südlichen Vancouver Island. Am Berg befinden sich die für Victoria und andere große Städte am besten zugänglichen alpinen und subalpinen Gebiete der Insel. Diese Zonen sind die Heimat für einige seltene und gefährdete tierische und pflanzliche Lebewesen. Das bemerkenswerteste unter ihnen ist das Vancouver-Murmeltier. Obwohl der Berg Teil des UNESCO Biosphären-Reservats ist, ist er nicht Teil eines Nationalparks. Zurzeit werden Anstrengungen unternommen, die alpinen Gebiete des Arrowsmith-Massivs und der umliegenden Gebiete einen offiziellen Status eines Nationalparks zu verleihen.

## Gewässer
- Ash Lake
- Buttle Lake
- Cameron Lake
- Devils Den Lake
- Dickson Lake
- Doran Lake
- Elsie Lake
- Esary Lake
- Father and Son Lake
- Gracie Lake
- Great Central Lake ist ein großer See in Alberni Valley. Der See hat eine Größe von 51 Quadratkilometern und eine maximale Tiefe von 294 Metern. Er hat seinen Namen aufgrund des Umstandes, dass er der größte See im mittleren Vancouver Island ist.
- Henderson Lake (British Columbia)
- Henry Lake
- Horne Lake
- Kammat Lake
- Kennedy Lake ist der größte See von Vancouver Island, British Columbia, Kanada. Er befindet sich nordöstlich von Ucluelet an der zentralen Westküste der Insel. Der See wird gespeist hauptsächlich vom Zusammenfluss der Flüsse Clayoquot und  Kennedy.
- Labour Day Lake
- Lacy Lake
- Little Toquart Lake
- Lizard Pond
- Lowry Lake
- Long Lake
- McLaughlin Lake
- Maggie Lake
- Marshy Lake
- Muriel Lake
- Nahmint Lake
- Nitinat Lake
- Sproat Lake, benannt nach Gilbert Malcolm Sproat, ist ein See in der Mitte von Vancouver Island. Er beheimatete zuletzt die letzten Martin Mars Waterbombers, und in der Nähe von  Port Alberni.
- Tsable Lake
- Toquart Lake
- Turnbull Lake
- Turtle Lake
- Uchuck Lake
- Stamp Falls
- Stamp River
- Somass River
- Kennedy River
- Ash River
- Taylor River
- Rogers Creek[6]
- China Creek
- Drinkwater Creek

- Cherry Creek
- Beaver Creek
- Sproat River

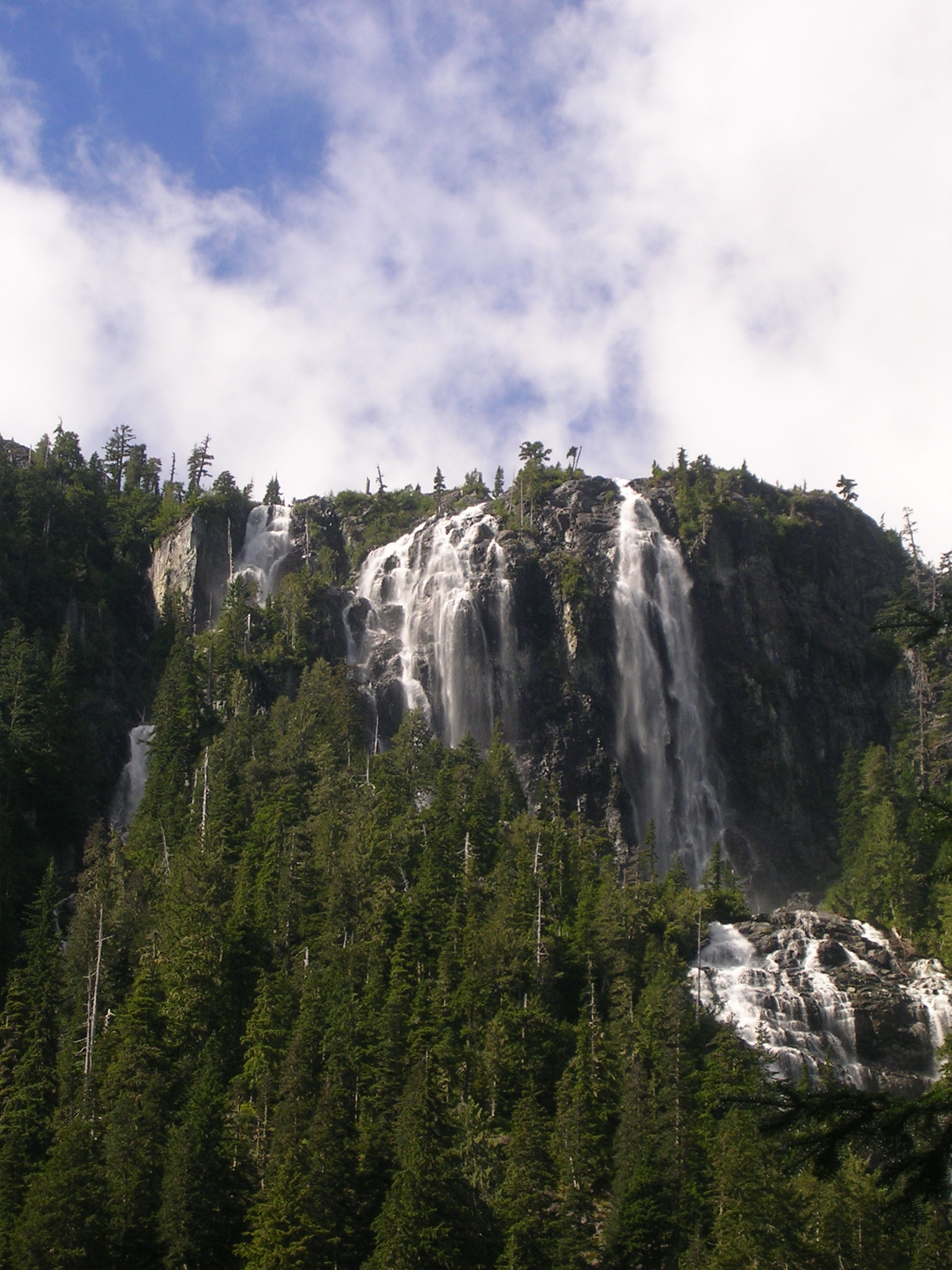
Della Falls

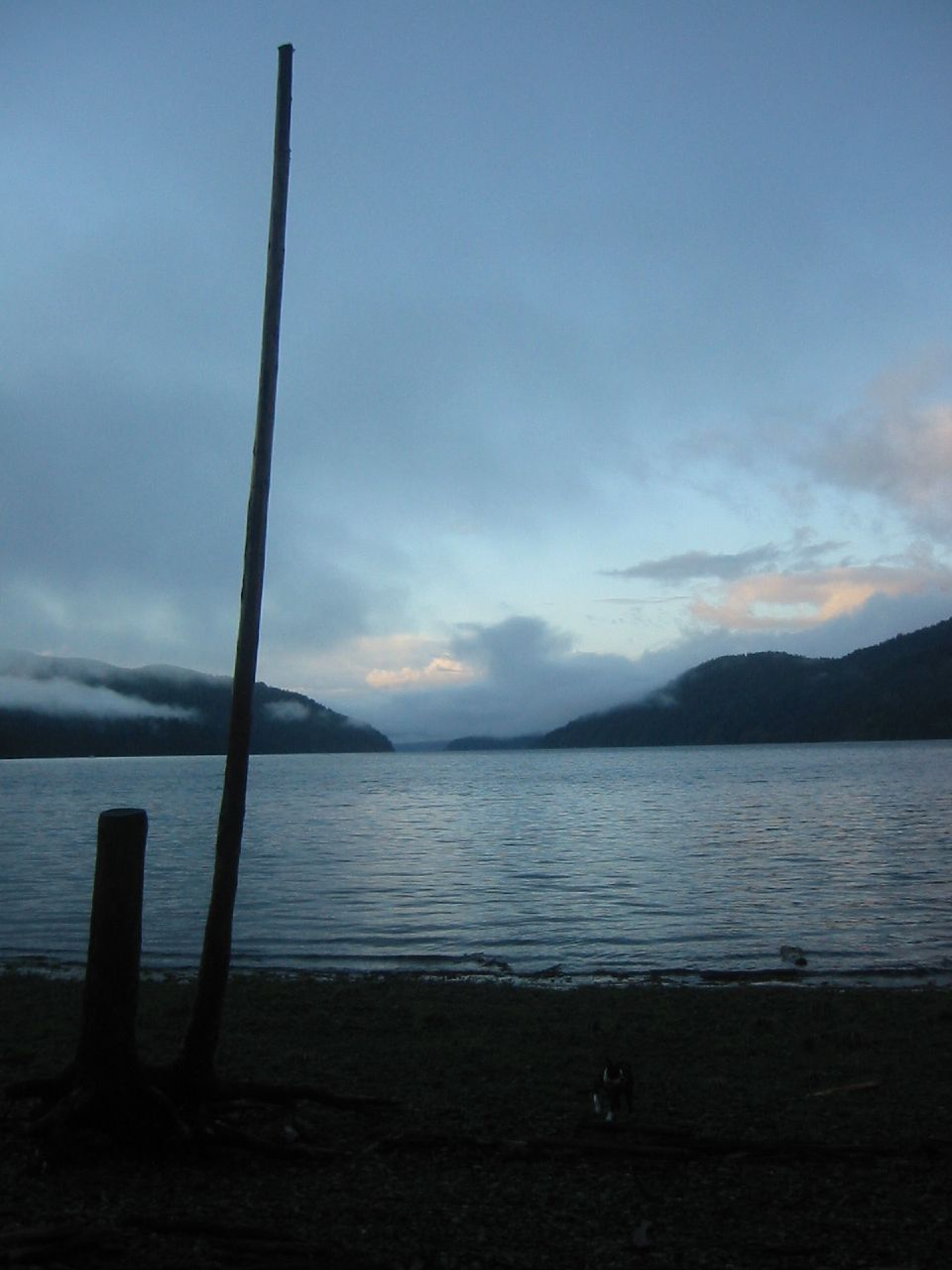
Alberni Canal

- Alberni Inlet ist ein langer und enger Meeresarm in Vancouver Island, British Columbia, Kanada, der sich vom Pazifischen Ozean nahe Barkley Sound über 40 Kilometer (25 Meilen) landeinwärts bis Port Alberni erstreckt.
- Barkley Sound
- Della Falls ist ein Wasserfall im Strathcona Provincial Park auf Vancouver Island. Er wird weitgehend als der höchste Wasserfall Kanadas angesehen.

## Provincial Parks
Im Alberni Valley liegen verschiedene der Provincial Parks in British Columbia. Dazu gehören:
- Fossli Provincial Park
- MacMillan Provincial Park
- Sproat Lake Provincial Park
- Stamp River Provincial Park
- Taylor Arm Provincial Park

## First Nations
Die Kulturen der First Nations sind ein fundamentaler Bestandteil im Gefüge von Alberni Valley. Die Tseshaht und die Hupacasath sind zwei der Stämme, die das Nuu-chah-nulth Tribal Council bilden.